# Timorpapegaaiduif
De timorpapegaaiduif (Treron psittaceus) is een vogel uit de familie Columbidae (duiven). Het is een endemische vogelsoort van de Kleine Soenda-eilanden, een eilandengroep in Indonesië. De vogel werd in 1808 beschreven door Coenraad Jacob Temminck in een rijk geïllustreerd boek over duiven.

## Kenmerken
Deze papegaaiduif is 31 tot 33 cm lang. Het is een overwegend zacht grijsgroen bevederde duif. Op de keel en bovenstaartdekveren is het groen wat helderder. De vleugelveren zijn donker, met brede lichtgele randen. De buik en de onderstaartdekveren zijn wit met groene markeringen. Rond het oog is de kale huid blauwgroen, de snavel is hoornkleurig, dof blauwachtig en de poten zijn donker paarsrood. Het vrouwtje is doffer gekleurd.

## Verspreiding en leefgebied
Deze soort komt alleen voor op Timor en de omliggende eilanden Semau en Roti. Het is een vogel van droog tropisch bos en moessonbos en ook wel secundair bos in laagland en heuvelland tot hoogstens 1000 m boven de zeeniveau. De vogel komt vaak voor in groepen van tientallen vogels in bomen waarin rijpe vijgen zijn.

## Status
De timorpapegaaiduif heeft een beperkt verspreidingsgebied en daardoor is de kans op uitsterven aanwezig. De grootte van de populatie werd in 2016 door BirdLife International geschat op 660 tot 2000 volwassen individuen en de populatie-aantallen nemen af door habitatverlies. Het leefgebied wordt aangetast door ontbossing. In 2007 werd het oppervlak aan bos geschat op slecht 4%. Bos wordt gebruikt voor beweiding en vaak ook in brand gestoken, daarnaast wordt er jacht op duiven gemaakt. Om deze redenen staat deze soort als bedreigd op de Rode Lijst van de IUCN.